# 乐聚机器人
乐聚机器人，全称乐聚（深圳）机器人技术有限公司，成立于2016年，是一家总部位于中国深圳的人形机器人公司。

## 历史
2016年，乐聚（深圳）机器人有限公司正式成立，获得松禾资本千万天使投资。同年8月，公司推出第一代人形机器人AELOS并实现量产。2017年，乐聚获得深创投集团数千万元Pre-A轮融资，并获得腾讯5000万元战略投资。 2018年，公司发布MINI系列旗舰产品PANDO。2025年，乐聚交付第100台全尺寸人形机器人给北汽越野车。